# Wings of Freedom
「Wings of Freedom」（ウイングス オブ フリーダム）は、1999年5月23日に発売されたTHE ALFEEのシングル。

## 概要
THE ALFEEがかつてオフィシャルソング「Victory」を歌っていた横浜フリューゲルスは、経営難から横浜マリノスに吸収された。しかし、これに反発したサポーターらはフリューゲルスに変わる新しいサッカークラブを作ることを考え、横浜FCを結成した。「Wings of Freedom」はその経営のための資金を集める一環として製造・販売が行われた。したがって、THE ALFEE公式にはシングルの枚数が指定されておらず、一般のレコード店でも販売されていない。
歌詞では「折れた翼に誓う」という、横浜フリューゲルスを連想させる歌詞があり、それを新たに誕生した横浜FCがそれを乗り越えていく願いが込められている。
現在でも、横浜FCホームゲームでの売店や公式ショッピングサイトなどで販売されている。
アルバム『örb』に、冒頭の「Goal Goal Go! GO! YOKOHAMA FC!」のコールを「Oh! Wings of Freedom Oh! Oh! Oh! Freedom」に差し替えるなど、横浜FCに関する言葉を省いた歌詞に変更したバージョンが収録されている。